# Эске-Еланская волость
Эске-Еланская волость, Ички-Иланская — башкирская, этносословная и административно-территориальная единица в составе Казанской дороги Уфимского уезда. Волостной центр — село - ?
Совместно с Кыр-Еланской волостью также фиксировалась как Еланская волость. Проживали башкиры рода эске-елан племени елан.
Ныне территория Бураевского и Дюртюлинского районов Республики Башкортостан Российской Федерации.

## География
В 1730 г. камерир Ю. Жилин, уфимцы С. Третьяков и И. Гавренев в своем «Реестре башкирских волостей» сообщали о трех еланских аймаках: «волость Ички-Иланская
по Белой реке и по Базе речке, леса и степи; волость Тышки-Иланская в Базинских и в Ыцких вершинах и по другим речкам, леса
и степи; волость Иланская, что писано выше сего, и Ички-Иланская, обе в одних урочищах» (Материалы по истории Башкирской АССР. Ч. 1. М.–Л.: Изд-во АН СССР, 1936. С. 137)

## История
Образована  на вотчинных землях башкир после вхождения в состав России.
В 1618 г. получили владенную грамоту на земли в долинах Таныпа и Белой «уфимские башкирцы Казанской дороги
Яски-Еланской волости Мухамет Абдулов, Базайка Байметов с товарищи» (Асфандияров А. З. История сел и деревень Башкортостана и сопредельных территорий. Уфа:
Китап, 2009. С. 340).
Башкир-вотчинник этой деревни Тукраново Ульмяс Телясев 13 декабря 1725 г. «дал  запись Казанской дороги деревни Бикметовой татарину Ишале Ишееву в том, что припустил ево в вотчину свою во всякия угодья, где я владею с братьей Старо-Иланской  волости з башкирцы, а с той вотчины платить ему, Ишале, нам с товарыщи е.и.в. в помочь в ясак по полтине на год в всякой год». 26 марта 1803 г. башкирцы-вотчинники дд. Бикметово, Селясово Бикметовой тюбы Эске-Еланской волости Бирского уезда «дали сие договорное письмо онаго уезда команды тептярской старшины Исламгула Шарипова тептярам Хабибулле Муртазину и Габейдулле Хабибуллину в том, что припустили мы их на жалованную землю на 50 лет сроком с условием уплаты оброку по 25 коп. с двора в год» (ЦГИА РБ. Ф. 2. Оп. 1. Д. 362. Л. 11, Ф. 172.0п. 1.Д. 175, Л.3).
С 1781 в составе Бирского уезда Оренбургской губернии, одновременно в период кантонной системы управления — 5‑го, с 1803 — 10‑го, с 1847 — 11‑го башкирского, 4‑го мещерякского, с 1855 — 14‑го кантонов.
В 1860‑е гг. волость была ликвидирована, основная часть её территории вошла в состав Анастасьевской волости, Ельдякской волости, Исмаиловской волости, Калмыковской волости, Ваныш-Алпаутовской волости Бирского уезда Уфимской губернии. 

## Состав
Подразделялась на Бикметовскую, Ванышскую, Кузбаевскую, Курзинскую, Бадраковскую и Учбулинскую тюбы (Асфандияров А. З. История сел и деревень Башкортостана и сопредельных территорий. Уфа:
Китап, 2009. С. 340).
В 1841 году 37 населённых пунктов (сс. Миништы, Новокангышево, Старокангышево, дд. Сикаликуль, Таубаш-Бадраково и другие). 

## Население
В 1841 году проживало 6895 человек.

## Инфраструктура
В 1844 году действовало 27 мечетей.